# Nikolaus Rungius

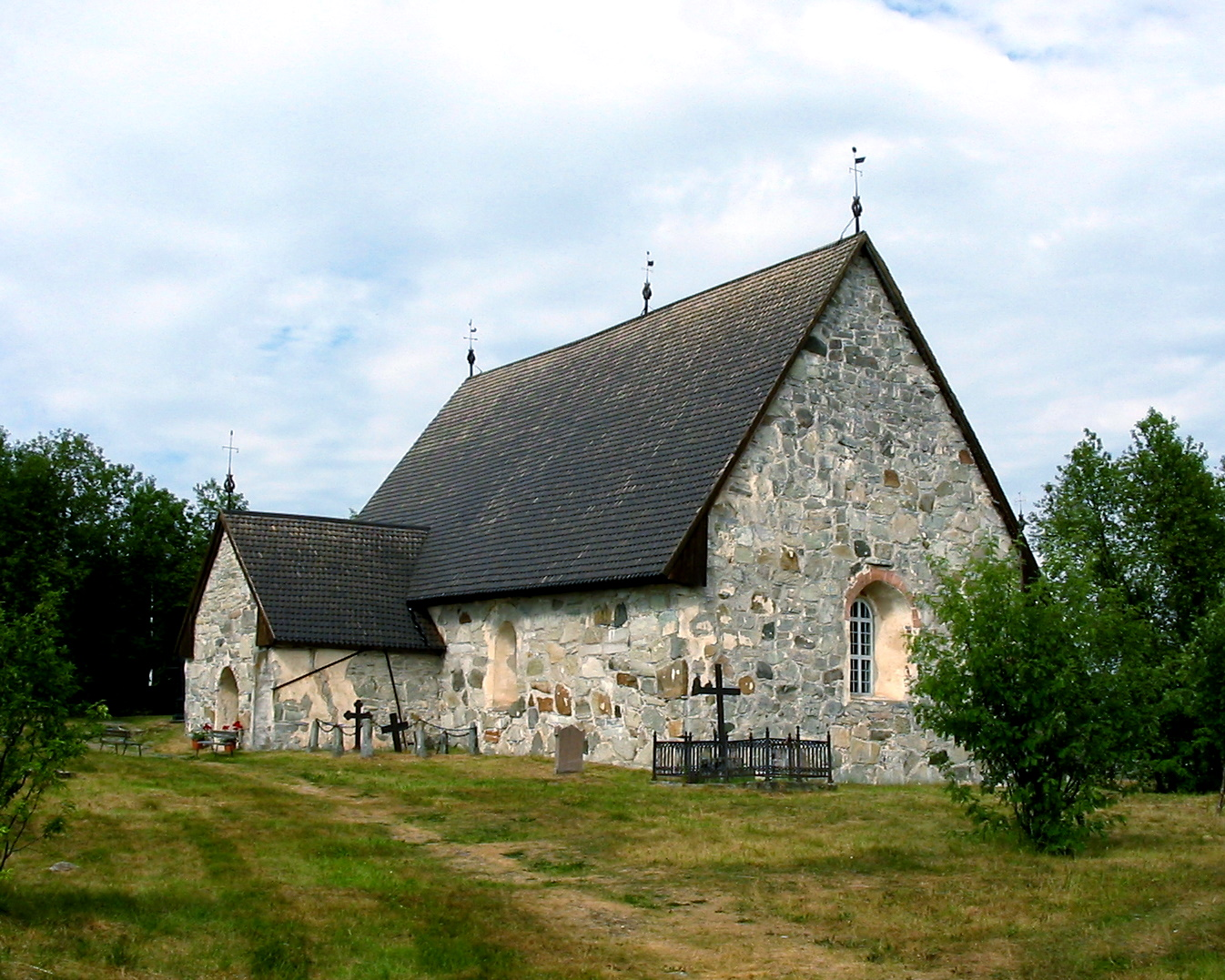
S:t Mikaels kyrka

Nikolaus Rungius, död 1629, var en kyrkoherde i norra Finland på 1600-talet i Kemi socken, i den nuvarande Keminmaa kommun. Rungius sade i sina predikningar att om hans ord inte var sanna, skulle hans kropp förruttna, men om de var sanna, skulle kroppen aldrig förruttna. Idag kan man genom ett glas i golvet i Keminmaas församlings gamla S:t Mikaels kyrka se hans naturligt mumifierade kropp. Liket har skadats genom åren av gnagare och människor, och i en rapport från 1892 ansågs att kistan skulle förses med lås. Högra underarmen saknas, vilket omnämndes redan 1868.

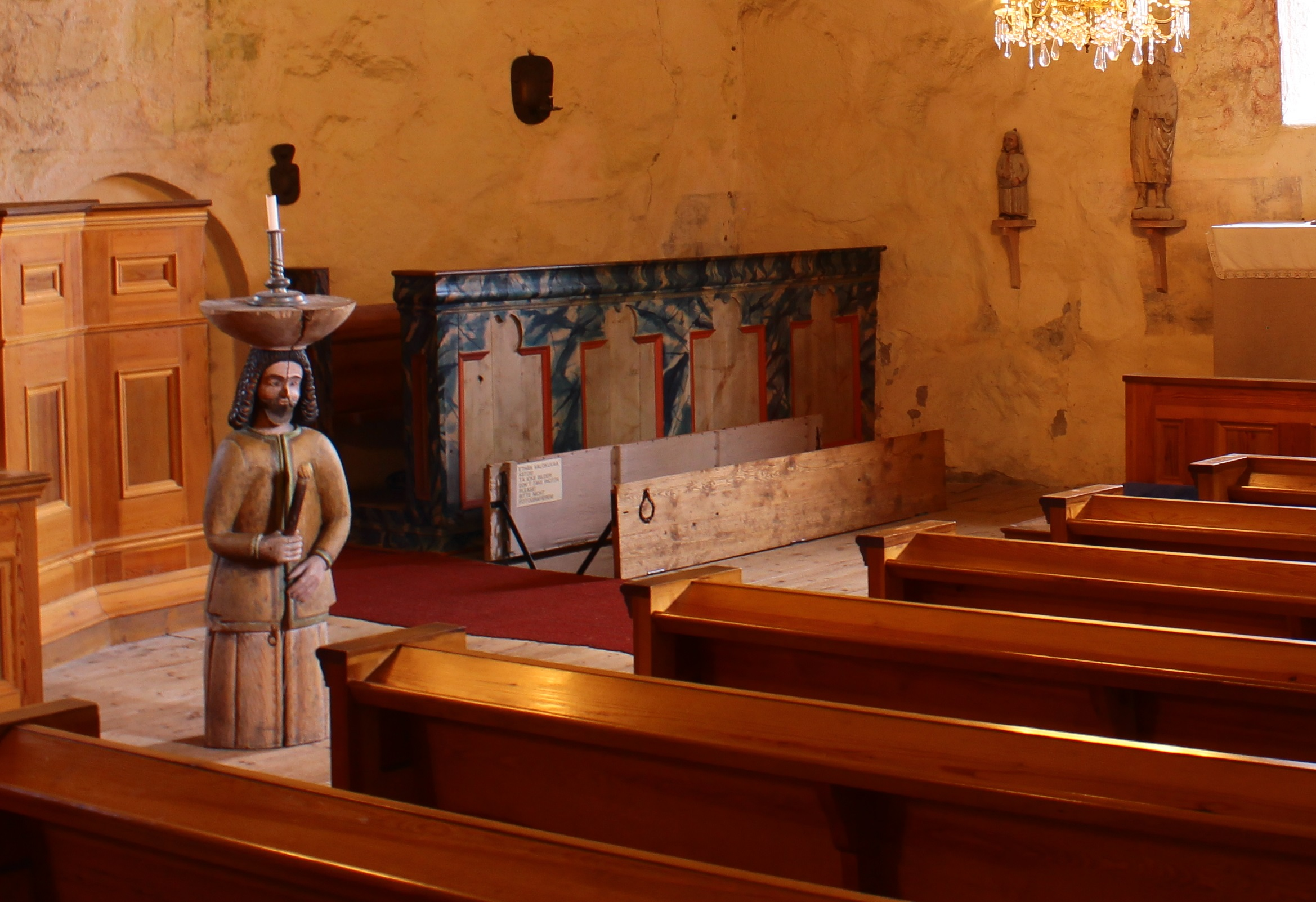
Graven av Rungius, 2014.

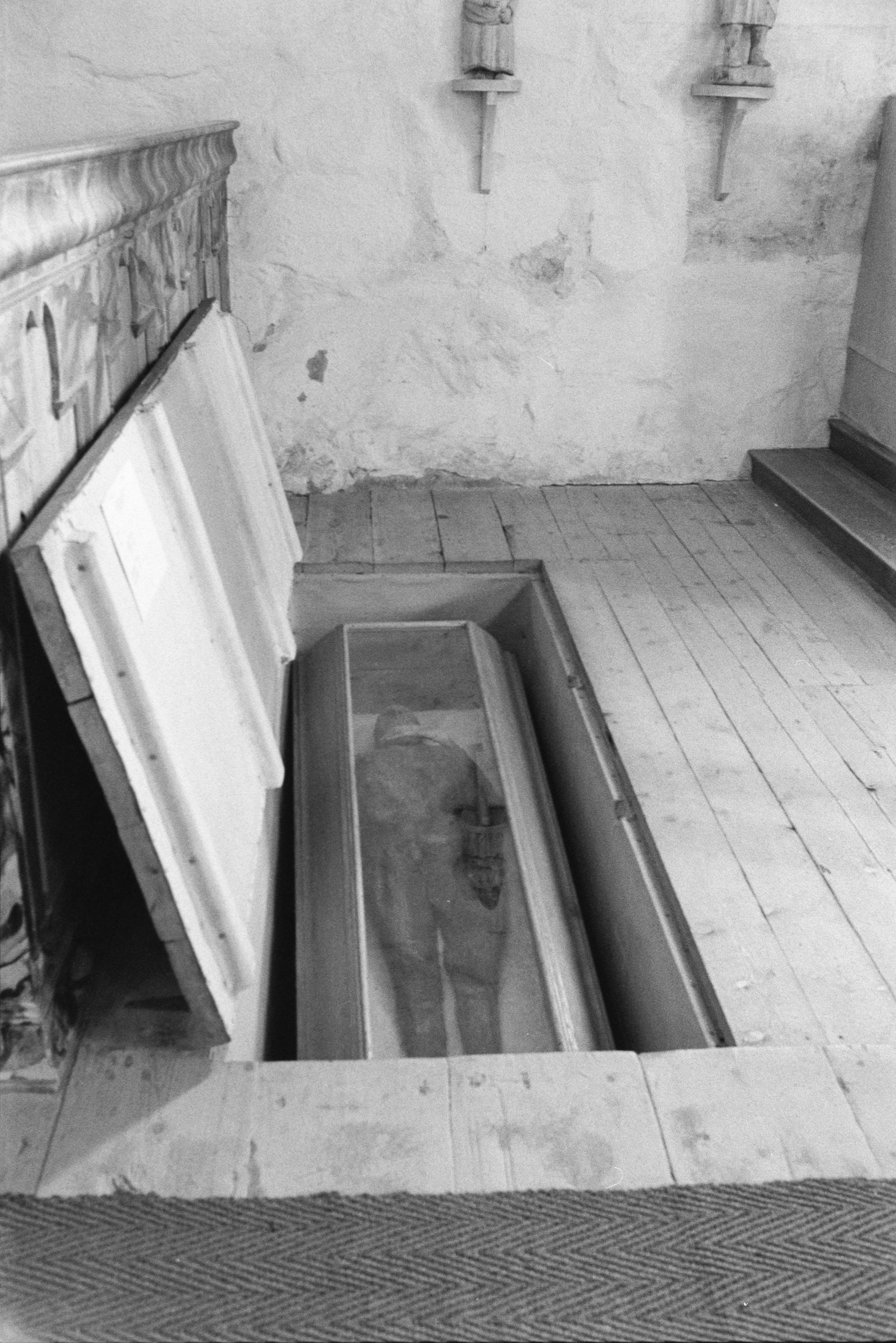
Nikolaus Rungius. Källmaterial: Museovirasto 1987